# Gabriel (film 2014)
Gabriel è un film del 2014 diretto da Lou Howe.

## Trama
Gabriel, un giovane fragile e tormentato, prossimo al crollo psicologico, immerso nella lotta per tenersi in piedi dopo il suicidio di suo padre, si è convinto che il ricongiungimento con la ragazza che è stata il suo primo amore potrà regalargli la stabilità e la felicità alle quali spasmodicamente anela. Ponendosi contro l'assennato parere della sua famiglia, Gabriel prefigge l'obiettivo di trovare questa ragazza, ma nel momento in cui impedimenti e ostacoli cominciano a osteggiare la sua ricerca, la sua presa sulla realtà si indebolisce e il suo comportamento diventa sempre più irregolare e disturbato. 
Alla fine, Gabriel metterà tutto a repentaglio in un vortice di ossessione e disperazione che lo spingerà in luoghi inattesi e sconosciuti e che sottoporrà a dura prova coloro che gli sono più vicini.

## Riconoscimenti
- 2015 - Gotham Awards[1]
  - Candidatura per il Miglior interprete emergente a Rory Culkin